# 助野嘉昭
助野 嘉昭（すけの よしあき、1981年7月23日 - ）は、日本の漫画家。男性。和歌山県出身、大阪府在住。血液型はB型。

## 人物
和歌山県私立開智中学校・高等学校卒。
京都精華大学芸術学部マンガ学科ストーリーマンガコース卒。同期生には同業者の阿部洋一などがいた。
2006年、『帰って下さい。』で第71回（平成18年度上半期）手塚賞入選。
2008年には、『ジャンプスクエア』（集英社）にて『ハイド博士の実験ノート』を発表、そのわずか2か月後に同誌にて『貧乏神が!』を連載開始。また、連載開始から7か月連続でカラーページを受け持ったという異例づくしの漫画家である。
2010年6月には『貧乏神が!』がVOMIC化。声優を決める際、2日間で全話を観たほどのファンである『交響詩篇エウレカセブン』の三瓶由布子と名塚佳織を希望したところ、実際に起用されることが決定した。
2012年1月、平成23年度和歌山県文化表彰を受賞。

## 作品リスト

### 漫画作品

#### 連載
- 京都のパゴン（原作：カメ・カメ・プロ、ネット連載、パゴン公式ホームページで不定期連載中）
- 貧乏神が!（『ジャンプスクエア』2008年7月号 - 2013年8月号）
  - 特別編（『週刊少年ジャンプ』2008年49号掲載）
  - 番外編（『ジャンプスクエアセカンド』Vol.002掲載）
  - 番外編（『ジャンプスクエアセカンド』Vol.003掲載）
  - 番外編（『ジャンプスクエアセカンド』Vol.004掲載）
- 双星の陰陽師（『ジャンプスクエア』2013年12月号[5] - 2024年10月号[6]）
- 先輩が僕を殺りにきてる（『マガポケ』2019年12月5日 - 2021年1月14日）

#### 読み切り
- 帰って下さい。（第71回手塚賞入選、『月刊少年ジャンプ』2006年8月特大号） - 『貧乏神が！』1巻に併録。
- ハイド博士の実験ノート（『ジャンプスクエア』2008年5月号） - 単行本未収録。
- 魁☆魔女っ娘学園！（『ジャンプSQ.LaB』） - 単行本未収録。
- ラド&リンプ（『ジャンプSQ.19』summer） - 単行本未収録。
- クライムキャッチポリキュア☆（原案：おおのこうすけ、『くらげバンチ』2021年6月25日[7]） - 『極主夫道』のスピンオフ読切[7]。
- いんふぇるの！（『ゼノン編集部』2023年10月20日[8]） - サイトの開設4周年を記念した企画「特別読切13連弾」第1弾作品[9]。
- ガーリッシュハードパンチ（『ビッグコミックスピリッツ』2024年25号[10]、2024年26号[11]） - 前後編[10][11]。
- ウルトラ・インフェルノ（『ジャンプSQ.RISE』2025 SPRING[12]）

### 書籍
- 『貧乏神が!』、集英社〈ジャンプ コミックス〉2008年 - 2013年、全16巻
- 『双星の陰陽師』、集英社〈ジャンプ コミックス〉2014年 - 2024年、全35巻
- 『先輩が僕を殺りにきてる』、講談社〈講談社コミックス〉2020年 - 2021年、全3巻

### その他
- パパのいうことを聞きなさい!（テレビアニメ、2012年）第11話エンドカードイラスト
- 犬神さんと猫山さん（テレビアニメ、2014年）第3話エンドカードイラスト

## 出演

### バラエティ
- サキよみ ジャンBANG! - 2010年5月7日放送

### テレビアニメ
- 貧乏神が! 患者役（第1話）、ドライバー役（最終回）

## 関連人物
紗池晃久
師匠。
おおのこうすけ
元アシスタント。